# Славек, Валерий
Валерий Ян Славек (пол. Walery Jan Sławek; псевдонимы: Густав, Соплица; 2 ноября 1879, Струтинка, близ Немирова, Подольская губерния, Российская империя — 3 апреля 1939, Варшава) — польский политический деятель, премьер-министр (март-август 1930, декабрь 1930 — май 1931, март-октябрь 1935). Один из ближайших соратников Юзефа Пилсудского. 

## Семья и образование
Родился в обедневшей дворянской семье (герба Прус), был одним из четырех детей в семье (две старших сестры умерли в молодости от туберкулёза, младшая, Эмилия, дожила до совершеннолетия и вышла замуж). Отец, Болеслав Славек, работал на заводе, принадлежавшем Юзефу Миколаю Потоцкому. Мать, Флорентина, из рода Пшибыльских. В дальнем родстве со Славеками была семья Игнатия Падеревского, знаменитого пианиста и премьер-министра Польши в 1919 году.
Учился в гимназии в Немирове, окончил Высшую торговую школу Л. Кроненберга в Варшаве (1899). Во время учебы познакомился с социалистическими идеями. После завершения образования некоторое время работал в страховой компании и банке.

## Подпольщик
В начале 1900 года, работая в Лодзи, вступил в Польскую социалистическую партию (ППС). В мае 1901 года вернулся в Варшаву, где возглавил местную ячейку ППС. Выезжал в Санкт-Петербург, устанавливал отношения с партийными организациями в других городах. В 1902 году в Вильно познакомился с Юзефом Пилсудским и Александром Пристором (будущим премьер-министром Польши), подружился с ними и вошёл в их ближайшее окружение. Был влюблён в падчерицу Пилсудского Ванду Юшкевич, после её ранней смерти так и не женился.
В июне 1902 года на VI съезде ППС был избран лидером организации партии в пяти районах, находившихся в Петроковской и Келецкой губерниях. В 1903 году был арестован русскими властями, в том же году бежал из-под стражи. Вскоре после этого стал одним из организаторов боевой организации ППС.
13 ноября 1904 года, наряду с Болеславом Бергером и Юзефом Квятеком, Валерий Славек был одним из организатором демонстрации в Варшаве против призыва в русскую армию (во время русско-японской войны), завершившейся вооруженным столкновением с полицией, в котором приняли участие более 60 боевиков ППС. События 13 ноября 1904 стали первым после восстания 1863 вооружённым выступлением в Царстве Польском.
Несмотря на членство в социалистической партии, никогда не считал себя социалистом, вступив в ППС, так как она последовательно выступала за независимость Польши.
Сторонник террора, во время революционных событий 1905 года был организатором и участником ряда боевых акций. В сентябре 1905 года арестован, освобождён после издания манифеста 17 октября. Вернулся к деятельности в боевой организации. 9 июня 1906 года, перед нападением на поезд, в его руках взорвалась карбонитовая бомба. В результате взрыва был тяжело ранен, потерял левый глаз, оглох на левое ухо, потерял три пальца на правой и два — на левой руке. После этого всю оставшуюся жизнь носил бороду, чтобы скрыть шрамы на лице. Был отправлен в варшавскую больницу, где перенес восемь операций. Был арестован русскими властями, но на суде оправдан, так как хотя и замышлял преступление, но не довел его до конца. Затем эмигрировал в Галицию.
После раскола ППС в сентябре 1906 года вошёл в состав революционной фракции ППС, включавшей в себя сторонников Пилсудского. Был одним из организаторов Союза активной борьбы. В Кракове перенёс ещё две операции, которые улучшили его здоровье. Однако тяжёлое моральное состояние, связанное с полученной инвалидностью и смертью Ванды Юшкевич (в 1908), привело к тому, что Пилсудский поручил ему заниматься финансовыми вопросами боевой организации. Однако вскоре вернулся к боевой деятельности, участвовал в организации нападения на русский почтовый поезд 26 сентября 1908 года. Участвовал в выявлении агентов русской полиции в рядах ППС.

## Легионер
После начала Первой мировой войны был одним из ближайших сотрудников Пилсудского в ходе создания польских легионов. Был офицером первой бригады легионов. Занимался организацией снабжения польских войск. В 1915 году — один из организаторов Польской военной организации и центрального народного комитета. В декабре 1916 года вошёл в состав временного Государственного совета, в котором возглавил военное ведомство. После «присяжного кризиса» 1917 (вызванного отказом польских войск присягнуть на верность военному союзу с Германией и Австро-Венгрией) был интернирован в Варшавской цитадели, Щипёрно и Модлине. Освобождён 12 ноября 1918 года.

## Военная служба
С 1918 года служил в Войске Польском, занимал пост начальника политической секции VI (информационного) отдела Генерального штаба, занимавшегося вопросами разведки и контрразведки, начальником II (разведывательного) отдела штаба Литовско-Белорусского фронта. Во время военных действий польских войск против Литвы руководил «экспозитурой» (представительством) Временного управления окраин Польши в Вильно (Вильнюсе). Был сторонником создания польско-литовской федерации. В ноябре 1919 года в Ревеле участвовал в переговорах с представителями правительств Эстонии и Латвии. В январе 1920 направлен на Украину, был произведён в майоры и назначен начальником II (разведывательного) отдела штаба Южного фронта. Вёл переговоры с атаманом Симоном Петлюрой, вместе с Вацлавом Енджеевичем от имени Пилсудского подписал военную конвенцию, приложенную к договору Польши с Украинской народной республикой (УНР). В мае 1920 года был назначен начальником штаба этапного округа «Украина». Был произведён в подполковники. Осуществлял взаимодействие польских властей с находившемся в эмиграции правительством УНР.
В 1923 году окончил Высшую военную школу в Варшаве, был заместителем начальника штаба 4-го военного округа (штаб в Лодзи). В ноябре 1923 года переведён в запас.

## Политическая деятельность
С 30 июня 1924 года — председатель Союза польских легионеров. В 1924 году был одним из организаторов Конфедерации людей труда — политической организации, которая не играла значительной роли. Вступил в масонскую ложу. В 1926 году был одним из основателей Польского паневропейского союза.
Несмотря на близкое знакомство с Пилсудским, не участвовал в подготовке майского переворота 1926, хотя и сопровождал Пилсудского в ходе противостояния с правительственными войсками. После успеха переворота в условиях режима «санации» по поручению Пилсудского занимался привлечением представителей консервативных кругов и землевладельцев в число сторонников нового режима. Затем стал главой кабинета премьер-министра, в этом качестве помогал Пилсудскому неофициально контролировать деятельность членов правительства. Отличался преданностью Пилсудскому, который называл его «верным Валерием». С осени 1927 года был лидером негласной «группы полковников» — влиятельной политической организации, в состав которой входила часть сторонников Пилсудского. В этот период постепенно отошёл от масонства.
В ходе подготовки к выборам в Сейм 1928 Славек выступил инициатором создания Беспартийного блока сотрудничества с правительством и был избран его председателем. В 1928—1938 — депутат Сейма. Был сторонником жесткого политического курса, в отличие от сторонников либерализации, группировавшихся вокруг премьер-министра Казимира Бартеля. После ухода в отставку правительства Бартеля, по решению Пилсудского 29 марта 1930 года возглавил новый кабинет министров. Рост противоречий с оппозицией в Сейме и массовая антиправительственная демонстрация в Кракове в июне 1930 привели к тому, что правительство Славека ушло в отставку уже 23 августа 1930 года (официально это решение было мотивировано усталостью премьера и проблемами с совмещением постов главы правительства и председателя Беспартийного блока). Новым премьером стал Пилсудский, Сейм и Сенат были распущены, а многие депутаты оппозиции — арестованы. Славек полностью поддержал эти меры.
После новых выборов Славек снова стал премьер-министром (4 декабря 1930), на этом посту ему приходилось действовать в условиях экономического кризиса, критики со стороны оппозиции, а также активизации украинского национального движения. Как и ранее, Славек был противником диалога с оппозиционными силами. Провел через парламент законы об образовании и реформе местного самоуправления, а также репрессивное законодательство, ограничивавшее права противников власти. В период его премьерства было закрыто дело бывшего министра финансов Габриэля Чеховича, обвинявшегося в злоупотреблениях (Сейм принял решение, что тот действовал по закону). Публично отрицал, что власти применяли насилие в отношении оппозиционных политиков, арестованных накануне выборов — разглашение такой информации нанесло бы моральный ущерб режиму Пилсудского. 26 мая 1931 года второе правительство Славека ушло в отставку.
В 1931 году Славек вошёл в состав комиссии по подготовке новой Конституции страны, был одним из основных авторов тезисов этого документа, главным идеологом конституционной реформы. Был сторонником надклассового характера государства и общественной солидарности, но при признании особой роли формируемой по меритократическому принципу элиты в управлении страной. Его предложение создать Легион заслуженных, в который вошли бы кавалеры высоких государственных наград, не получило поддержки Пилсудского. В апреле 1935 года Конституция была подписана президентом Игнатием Мосцицким.
28 марта 1935 года Славек в третий раз стал премьер-министром — он был последним главой правительства Польши при жизни Пилсудского. После смерти Пилсудского Славек претендовал на пост президента, однако Мосцицкий, войдя в альянс с новым главнокомандующим армией Эдвардом Рыдз-Смиглы, не только отказался уходить в отставку, но и принял меры по отстранению Славека от власти. Очередные парламентские выборы, прошедшие в условиях успешного бойкота со стороны оппозиции (явка составила 45,9 %, причем в Варшаве — 29,4 %), ускорили отставку правительства, которая произошла 12 октября 1935 года. Острый конфликт с Мосцицким и Рыдз-Смиглы привел к уходу Славека с постов председателя Беспартийного блока и Союза польских легионеров. Как и другие представители «группы полковников», Славек негативно воспринял производство Рыдз-Смиглы в маршалы Польши 11 ноября 1936 года, назвав этот день самым печальным в своей жизни.
22 июня 1938 года Славек был избран маршалом (спикером) Сейма — за него голосовали многие депутаты от Беспартийного блока, недовольные деятельностью Мосцицкого и Рыдз-Смиглы. Однако уже в сентябре 1938 на очередных парламентских выборах Славек ряд других членов «группы полковников» (бывшие премьеры Казимеж Свитальский, Януш Енджеевич, бывший министр Игнатий Матушевский) в результате кампании, развёрнутой руководством страны, не были избраны депутатами.

## Смерть и похороны
Вечером 2 апреля 1939 года Славек предпринял попытку самоубийства, выстрелив в себя. Утром следующего дня скончался в больнице. В прощальном письме он просил никого не винить в своей смерти, сообщал, что сжёг личные бумаги и просил Бога простить ему грехи, в том числе и последний. Существует неподтвержденная версия, что Славек был одним из организаторов антиправительственного заговора и покончил с собой, ожидая неизбежного ареста.
5 апреля Славек был похоронен на Военном кладбище в Варшаве на Аллее Заслуженных. В похоронах принял участие маршал Рыдз-Смиглы, но соратники Славека не позволили ему нести гроб. Похороны фактически стали манифестацией «пилсудчиков», находившихся в оппозиции президенту и новому главкому армии.
В 1964 году коммунистические власти приняли решение перенести останки Славека с Аллеи Заслуженных (где начали хоронить представителей номенклатуры) на участок, где похоронены военные, погибшие во время советско-польской войны. На могиле Славека на средства польских эмигрантов был установлен памятник.

## Награды
Валерий Славек был награждён орденом Белого орла (за участие в подготовке Конституции 1935), Серебряным крестом Военного ордена Virtuti Militari, Крестом независимости с мечами. Был четырёхкратным кавалером Креста Храбрых.